# بهتر از امروز
«بهتر از امروز» تک‌آهنگی از هنرمند اهل استرالیا کایلی مینوگ است که در ۳ دسامبر ۲۰۱۰ منتشر شد. این تک‌آهنگ در آلبوم آفرودیته (آلبوم) قرار داشت.